# Anton von Maron

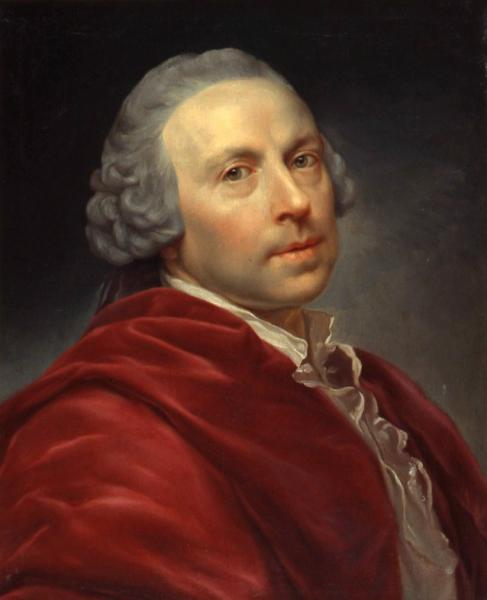
Anton von Maron, Selbstbildnis

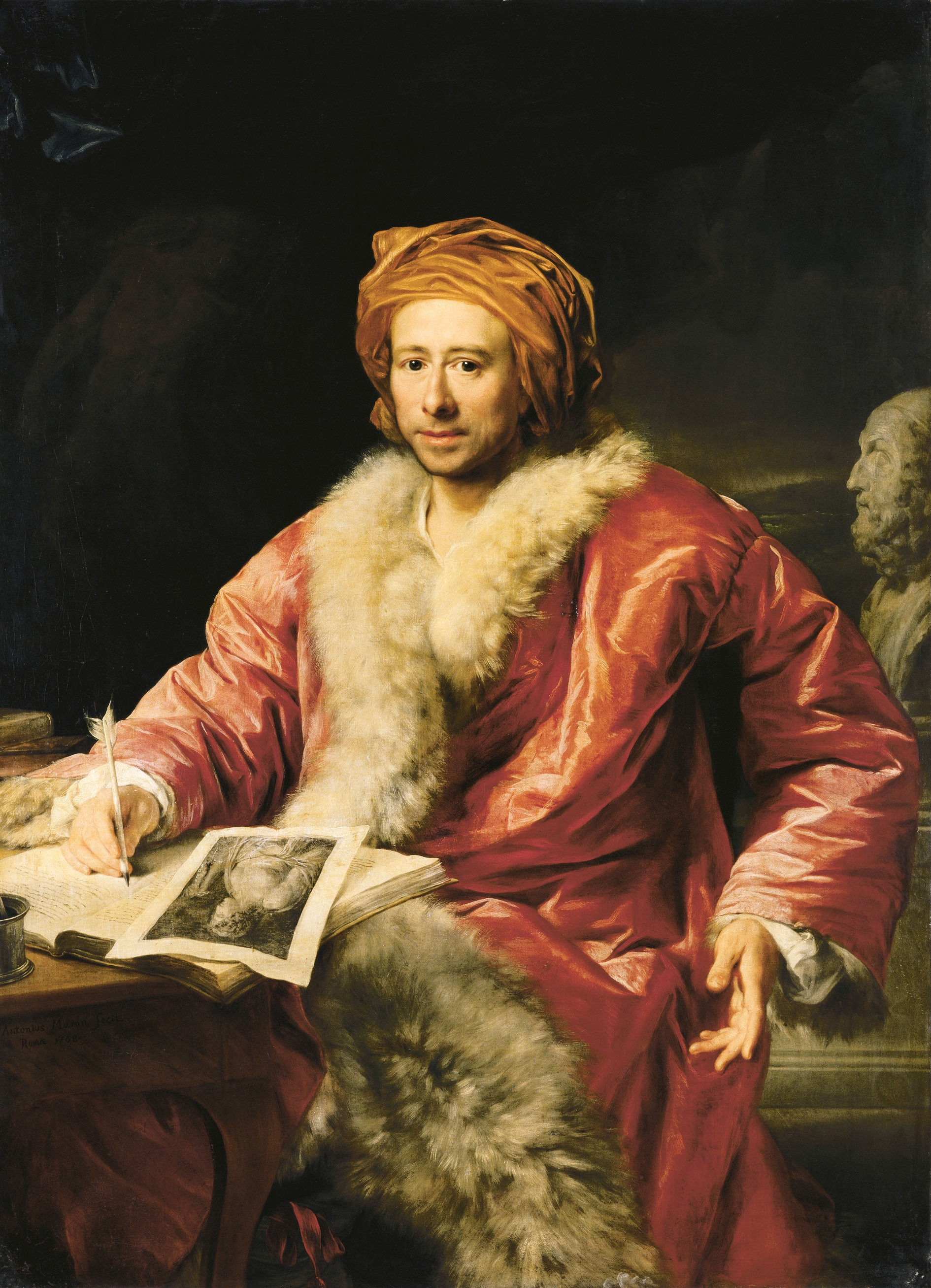
Porträt Johann Joachim Winckelmanns, 1768

Anton Maron, ab 1772 von Maron, (* 8. Januar 1731 in Wien; † 3. März 1808 in Rom) war ein österreichischer Maler. Bedeutung erlangte er vor allem als Porträtmaler.

## Leben
Anton von Maron wurde als Sohn des Malers Johann Leopold Maron (1696–1770) und seiner Frau Anna Catharina geboren. 
1741 und 1744 wird er in den Schülerlisten der Wiener Akademie genannt, wo er Kunst studierte. Im Jahr 1755 reiste Maron nach Rom. Dort lebte er bei seinem Lehrmeister Anton Raphael Mengs. 1765 heiratete er dessen Schwester, die Malerin Theresa Concordia Mengs (1725–1806). 
Ein Jahr später wurde Maron Mitglied der Accademia di San Luca in Rom. In der Folge spezialisierte er sich auf die Porträtmalerei. Hierdurch lernte er bedeutende zeitgenössische Persönlichkeiten kennen und konnte in der Folge Kontakte zwischen dem römischen und dem Wiener Kunstleben knüpfen. 1772 wirkte Maron als Berater bei der Neuorganisation der Wiener Akademie mit. Auf seine Empfehlung hin entsandte die Kunstschule ab diesem Jahr Stipendiaten in den Süden. Im selben Jahr wurde Maron in den Adelsstand erhoben. An den Kunstakademien Rom und Wien bekleidete er wichtige Funktionen und hielt kunsttheoretische Vorträge.

## Werke

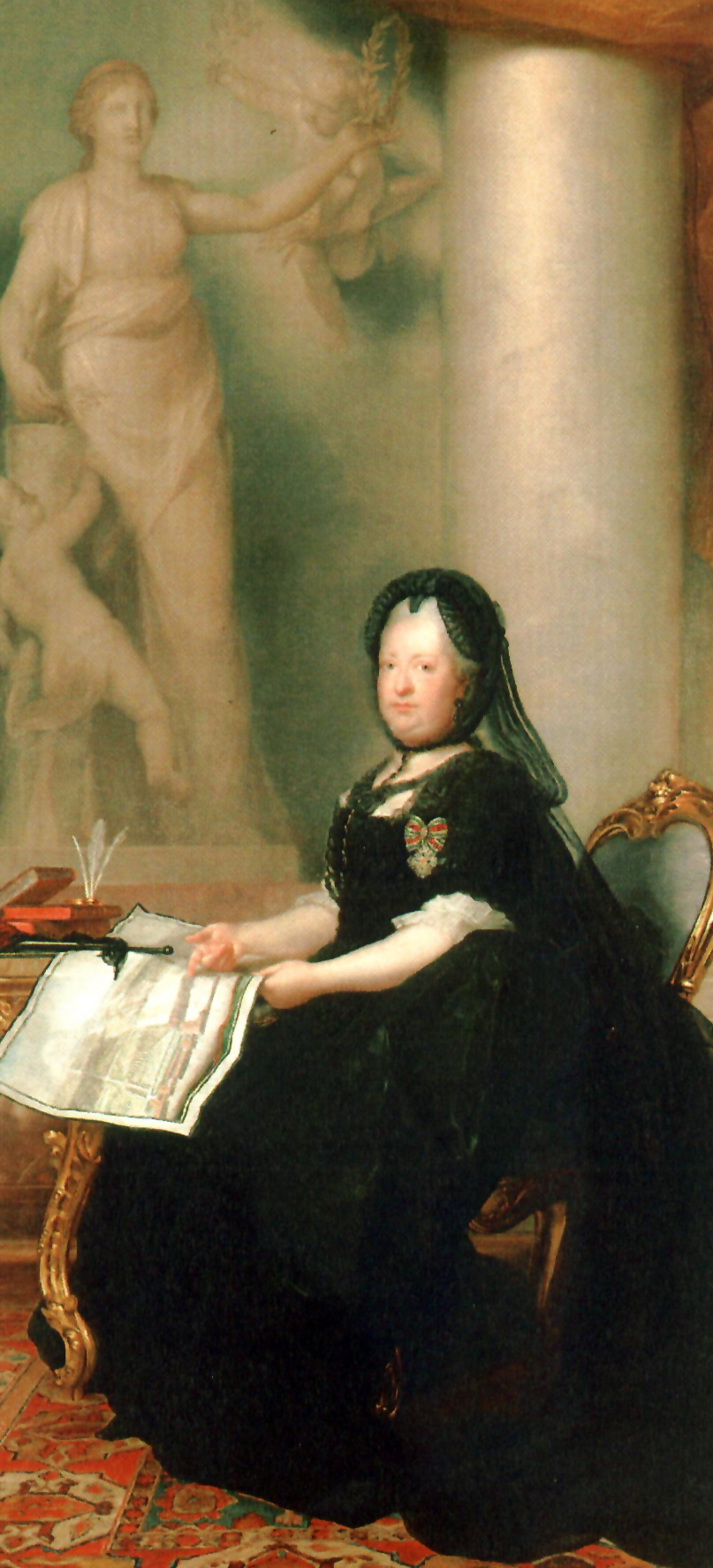
Kaiserin Maria Theresia in Witwentracht, 1773

1757 und 1760/61 arbeitete Maron gemeinsam mit Mengs an Fresken in der Kirche San Eusebio und am Parnaß der Villa Albani in Rom. Nachdem Mengs 1761 nach Madrid berufen worden war, ergab sich für Maron die Möglichkeit, dessen Stelle als Porträtmaler zu übernehmen. Als Hauptwerk der ersten Jahre seiner eigenständigen Tätigkeit gilt Marons Porträt des Kunsthistorikers Johann Joachim Winckelmann, welches sich im Goethe-Zimmer des Weimarer Stadtschlosses befindet. Eine originalgetreue Wiederholung dieses Winckelmann-Porträts befindet sich in Wörlitz. Ab 1770 entstanden mehrere Porträts von Mitgliedern des österreichischen Kaiserhauses, so auch ein Bild der Kaiserin Maria Theresia in Witwentracht.
In den letzten Schaffensjahren geriet Marons Malstil durch das Wirken von Angelika Kauffmann aus der Mode. Er zählt jedoch zu den bedeutendsten Vertretern des frühen Klassizismus.